# Enyo bathus
Enyo bathus là một loài bướm đêm thuộc họ Sphingidae. Loài này có ở Peru và Bolivia.
Nó tương tự như Enyo gorgon và Enyo taedium taedium, nhưng không có khoang trên bụng. Có lẽ có hai hoặc 3 thế hệ mỗi năm.

## Phụ loài
- Enyo bathus bathus (Peru)
- Enyo bathus otiosus Kernbach, 1957 (Bolivia)